# 下寧橋駅
下寧橋駅（かねいきょうえき）は、中華人民共和国浙江省杭州市西湖区文二路と保俶北路の交差点に位置する杭州地下鉄2号線の駅である。

## 歴史

2号線第一期西北区間開通初日、下寧橋駅は通過運転を実施

- 2017年7月3日：2号線第一期西北区間（銭江路駅〈含まず〉—古翠路駅）が開業[1]。当駅の土木構造体および内装工事は全工程完了し、A・B出入口も竣工していたが[2]、C出入口は杭州幼兒師範学院「特教棟」との複合構造となるため工期が遅延[3]。既に完成したA・B出入口はいずれも駅西側に位置し、消防法規上「東側（C出入口）の未整備は開業条件を満たさない」と判断されたことから[4]、当該区間開通時点での営業開始を見送った。
- 2020年6月30日：正式開業[5]。

## 駅構造
島式ホーム1面2線を有する地下駅。

### のりば
| 路線    | 方向 | 行先     |
| ------- | ---- | -------- |
| ■ 2号線 | 下り | 朝陽方面 |
| ■ 2号線 | 上り | 良渚方面 |

（出典：下宁桥站设施指示）

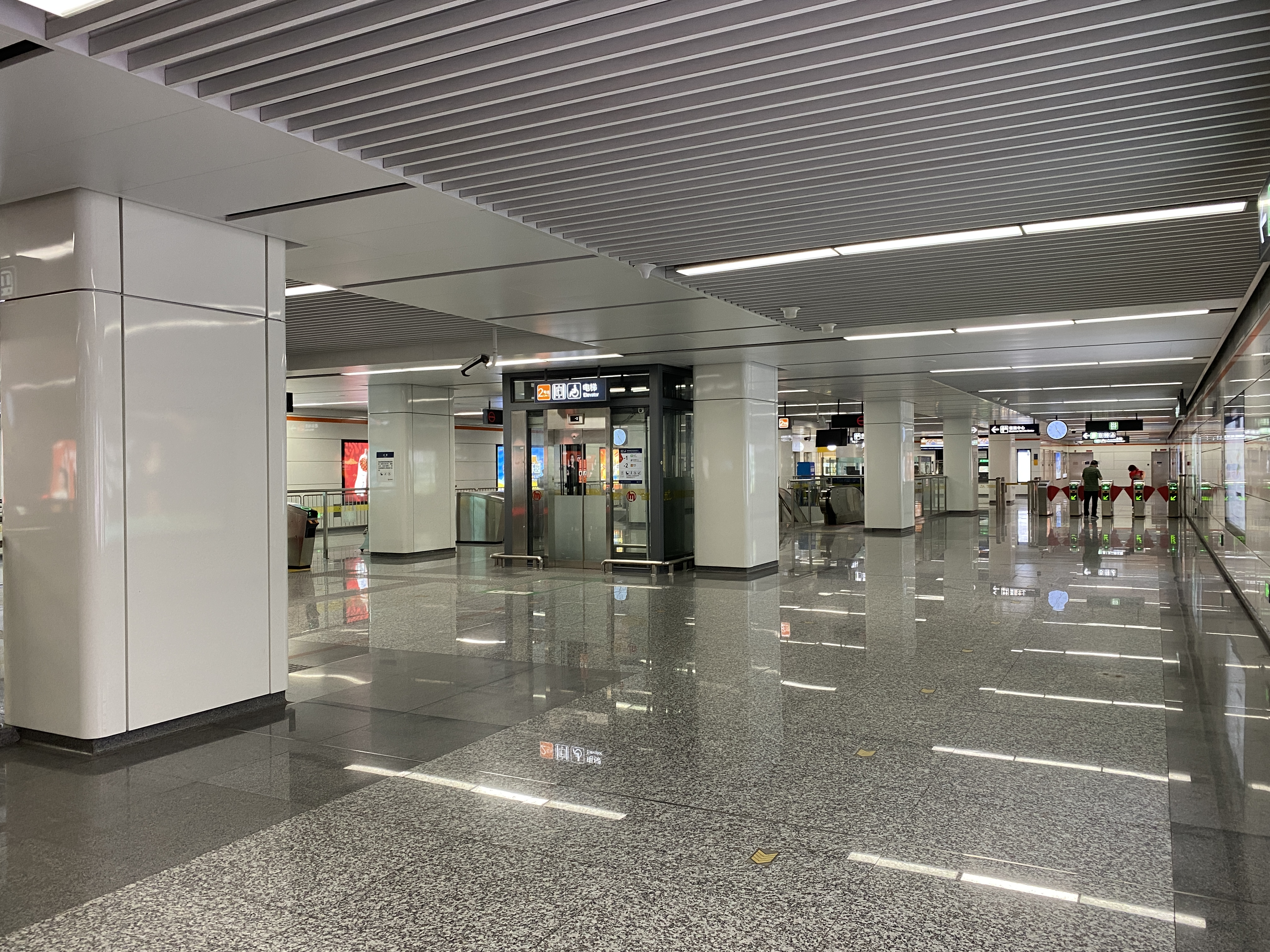
コンコース
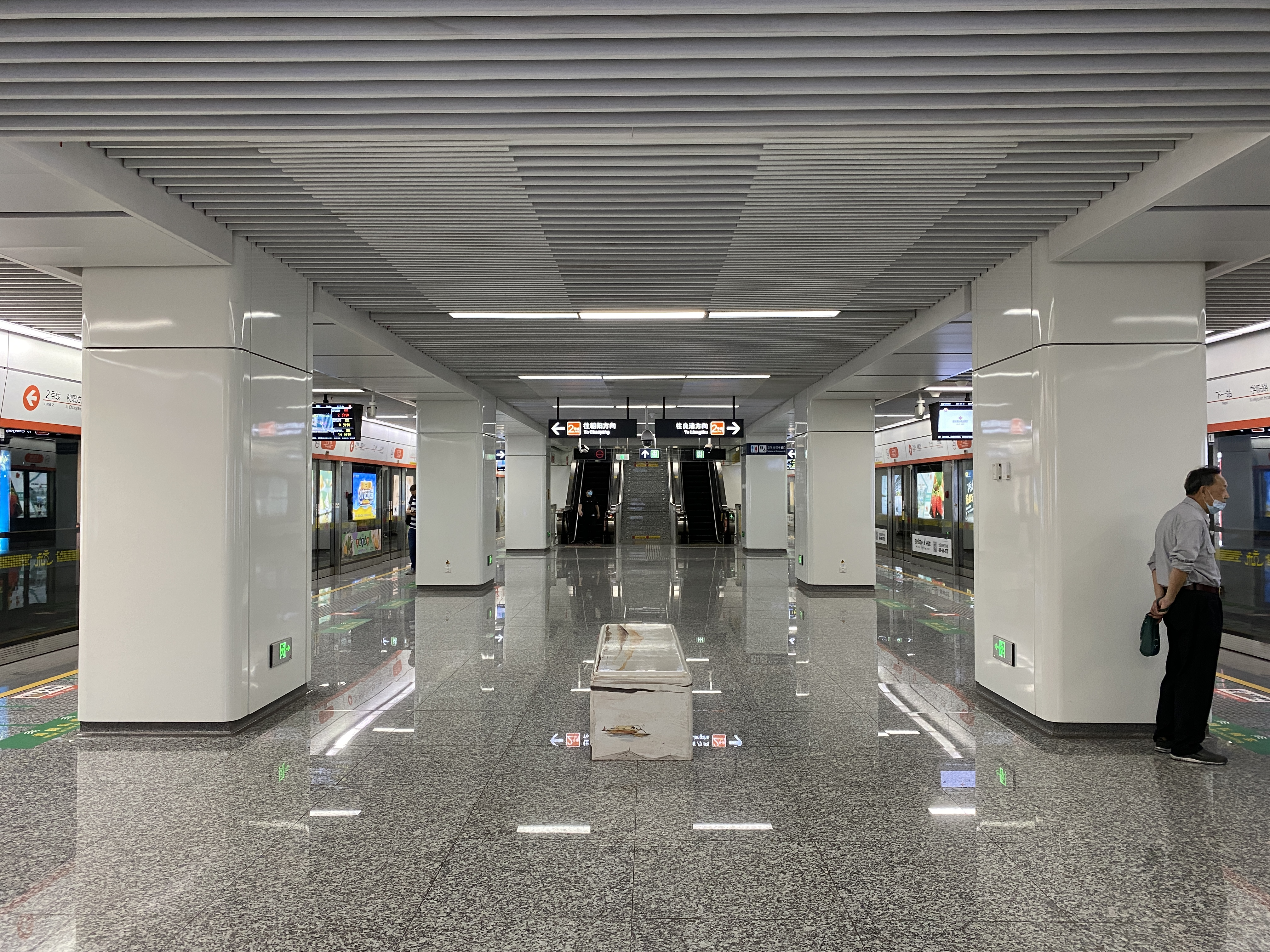
ホーム
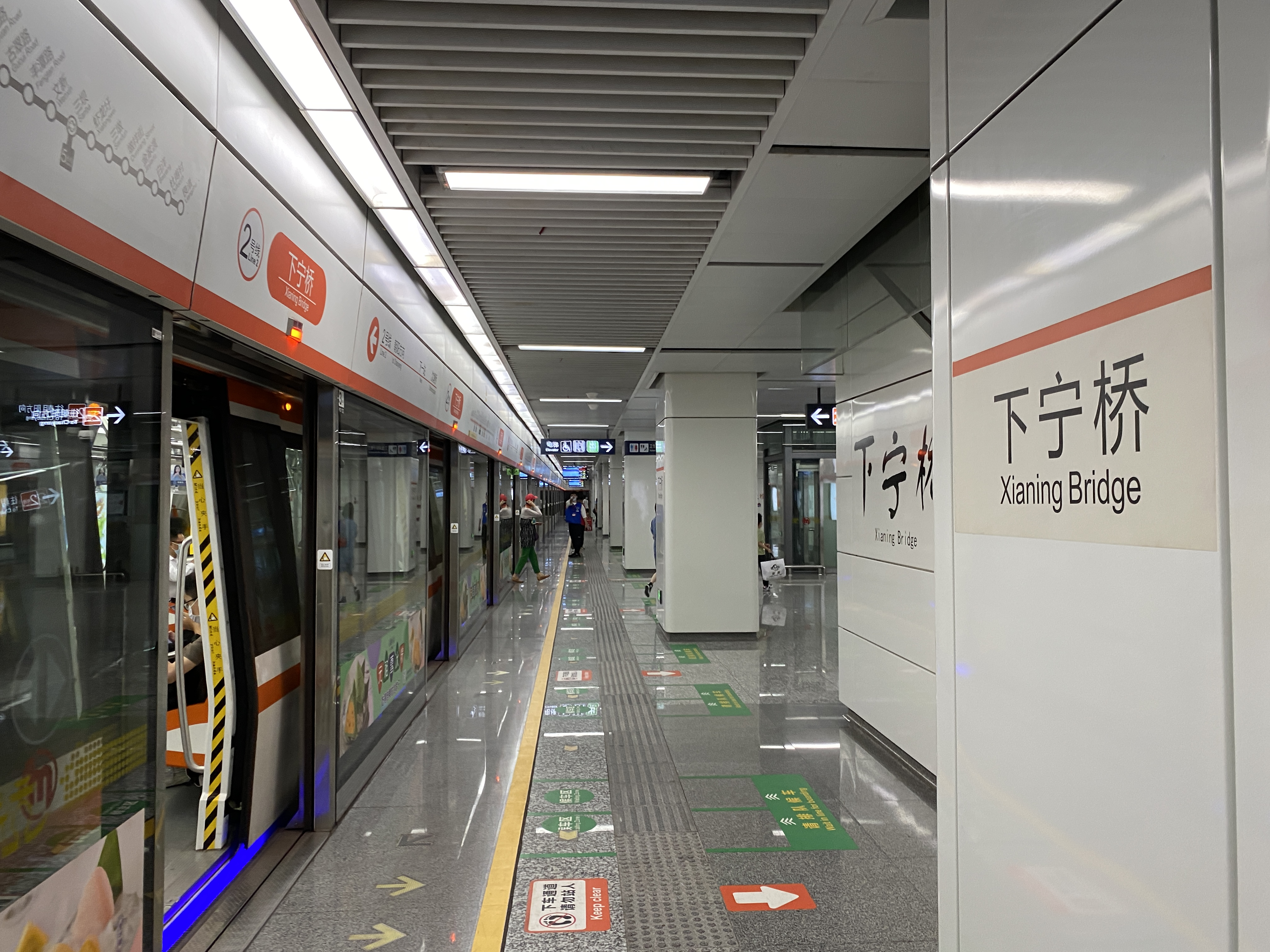
ホーム

## 駅周辺
- 蘭庭国際
- 西溪レジデンス
- 浙江工商大学（中国語版） 教工路キャンパス
- 浙江幼児師範学院
- 師苑新村
- 保俶花園
- 文二新村
- 西溪公園
- 錦華苑ホテル

## 隣の駅
杭州地下鉄
■ 2号線
沈塘橋駅 - 下寧橋駅 - 学院路駅